# 桂岡駅
桂岡駅（かつらおかえき）は、かつて北海道檜山郡上ノ国町字桂岡にあった北海道旅客鉄道（JR北海道）江差線の駅（廃駅）。電報略号はツラ。事務管理コードは▲141413。

## 歴史

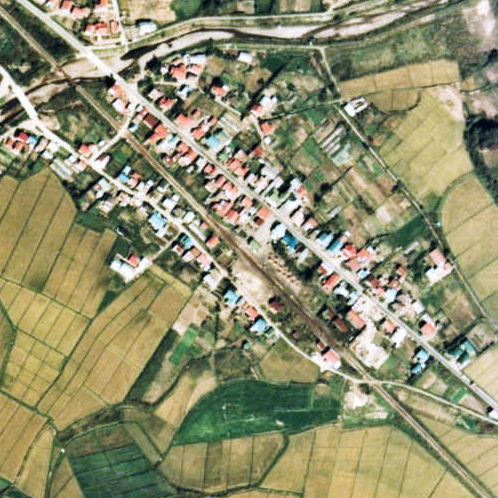
1976年の桂岡駅と周囲約500m範囲。左上が江差方面。この写真の前年に貨物取扱を廃止したためまだ貨物線の跡がはっきり残っていた。島状だが駅裏片側使用の単式ホーム1面を有し、駅舎とホーム間には貨物積卸線が敷かれて、駅舎の木古内側に貨物ホームを有していた。

- 1936年（昭和11年）11月10日：国有鉄道（鉄道省）江差線の湯ノ岱駅 - 江差駅間開通に伴い、一般駅として開業[3]。
- 1949年（昭和24年）6月1日：日本国有鉄道法施行に伴い、日本国有鉄道（国鉄）に継承。
- 1975年（昭和50年）2月7日：貨物扱い廃止[1]。
- 1982年（昭和57年）11月15日：荷物扱い廃止[4]。無人・簡易委託化[1]。
- 1986年（昭和61年）12月23日：旧駅舎を取り壊し、貨車改造駅舎を設置[1]。
- 1987年（昭和62年）4月1日：国鉄分割民営化により北海道旅客鉄道（JR北海道）に継承[3]。
- 1992年（平成4年）4月1日：簡易委託廃止、完全無人化[1]。
- 2014年（平成26年）5月12日：江差線の木古内駅 - 江差駅間の廃止に伴い廃駅[5]。

### 駅名の由来
字名より。昔はアイヌ語でトマツプ（沼の上手の岸辺） やトガフ（沼の中に川がある所）と呼ばれており、地名を改める際当初は「杉山」と名づける予定であったが、現在の愛宕神社の麓に生える立派なカツラの木から、住民が嘆願書を出し、桂岡になったとされる。
このカツラには、この地方一帯が洪水に見舞われた際に、この木を境に難を逃れ、神木としてあがめられるようになったという伝承がある。

## 駅構造
単式ホーム1面1線を有する地上駅であった。車掌車改造の駅舎が置かれていた。

## 利用状況
| 乗車人員推移 | 乗車人員推移     |
| 年度         | 一日平均乗車人員 |
| ------------ | ---------------- |
| 2011         | 0                |
| 2012         | 0                |
| 2013         | 0                |

## 駅周辺
- 天の川

## 駅跡
2018年7月現在、プラットホームや待合室、レールなどは全て解体撤去され、道床だけが残っている。
函館バスの江差線廃止代替路線「江差木古内線」の停留所「桂岡」が駅跡最寄りの北海道道5号江差木古内線上に設置されている

## 隣の駅
北海道旅客鉄道（JR北海道）
江差線
宮越駅 - 桂岡駅 - 中須田駅